# Гетеренгелеві
Гетеренгелеві (Heterenchelyidae) — родина морських риб ряду вугроподібних, підряд муреновидних. Включає 2 роди (Panturichthys та Pythonichthys) з 8 видами.
Поширені в тропічних районах Атлантики (включаючи Середземномор'я) та східної частини Тихого океану.
Характерними ознаками є відсутність грудних плавців, лусок та бічної лінії, зяброві отвори розташовані низько на тілі, спинний плавець починається над зябровими отворами.
Представники роду Panturichthys (4 види) мають на верхівці голови гребінь зі шкіри, 109—136 хребців, внутрішній ряд зубів на верхній щелепі повний або майже такий. Натомість представники роду Pythonichthys (також 4 види) гребеня на голові не мають, внутрішній ряд зубів на верхній щелепі в них неповний, 141—227 хребців.
Склад:
- Рід Panturichthys  Pellegrin, 1913
  - Panturichthys fowleri  (Ben-Tuvia, 1953)
  - Panturichthys isognathus  Poll, 1953
  - Panturichthys longus  (Ehrenbaum, 1915)
  - Panturichthys mauritanicus  Pellegrin, 1913
- Рід Pythonichthys  Poey, 1868
  - Pythonichthys asodes  Rosenblatt & Rubinoff, 1972
  - Pythonichthys macrurus  (Regan, 1912)
  - Pythonichthys microphthalmus  (Regan, 1912)
  - Pythonichthys sanguineus  Poey, 1868